# Rhinonicteris aurantia
Rhinonicteris aurantia là một loài động vật có vú trong họ Dơi nếp mũi, bộ Dơi. Loài này được Gray mô tả năm 1845.